# Sœurs de l'Immaculée Conception de la Bienheureuse Vierge Marie de Kaunas
Ne doit pas être confondu avec Sœurs de l'Immaculée Conception de la Bienheureuse Vierge Marie.
Les Sœurs de l'Immaculée Conception de la Bienheureuse Vierge Marie de Kaunas (en latin : Congregatio Sororum Pauperum sub titulo Immaculatae Conceptionis Beatae Mariae Virginis) sont une congrégation religieuse féminine enseignante et hospitalière de droit pontifical. C'est la 1re congrégation religieuse autochtone de Lituanie.

## Histoire
Après avoir renouvelé clandestinement les clercs mariaux, Jurgis Matulaitis envisage de fonder également un institut féminin. Pour cela, il recrute en 1912 deux jeunes femmes et les envoie en Suisse se former chez les sœurs de la charité de la Sainte-Croix d'Ingenbohl. Le déclenchement de la Première Guerre mondiale retarde la fondation, qui a eu lieu le 15 octobre 1918 à Marijampolė avec sœur Petronėlė Uogintaitė comme première supérieure. 
En 1936, les Pères Mariaux de Thompson dans le Connecticut demandent des sœurs pour les aider dans leur ministère. Cinq sœurs arrivent le 18 juillet 1936. Cette présence aux États-Unis permet à l'institut de survivre lorsque l'union soviétique occupe la Lituanie et exproprie les maisons religieuses et déportent des sœurs en Sibérie. Lorsque la Lituanie retrouve son indépendance en 1990, les sœurs jouent un rôle déterminant en aidant l'Église catholique en Lituanie et leur communauté à se restructurer. L'institut est reconnu de droit pontifical en 1999.

## Activités et diffusion
Les sœurs se consacrent à l'enseignement, à la presse catholique, à la direction des hôpitaux, des maisons de retraite et des orphelinats.
Elles sont présentes en Lituanie et aux États-Unis.
La maison-mère est à Kaunas.  
En 2017, la congrégation comptait 57 sœurs dans 6 maisons.